# Gelderland
Gelderland (česky též Geldry) je nizozemská provincie, která se nachází na středovýchodě země. Hlavním městem je Arnhem. Dalšími velkými městy jsou Nijmegen a Apeldoorn. Nachází se v centrální části státu a sousedí s provinciemi Flevoland, Jižní Holandsko, Utrecht, Severní Brabantsko, Limburg a Overijssel.

## Historický přehled
Region získal své jméno podle středověkého vévodství Geldern a jeho hlavního města Geldern, jež nyní leží na západě německé spolkové země Severní Porýní-Vestfálsko. Vévodství sestávalo ze dvou, mezi sebou oddělených částí – Horní čtvrti a Dolní čtvrti. Zatímco Horní čtvrť byla na konci války o španělské dědictví rozdělila Utrechtským mírem (1713) mezi Rakouské Nizozemí, Spojené provincie (Nizozemsko), Prusko a vévodství Jülich, Dolní čtvrť byla v letech 1581–1795 pod nizozemským názvem Gelderland jednou z provincií konfederativní Republiky spojených nizozemských provincií. Území moderní provincie se v podstatě shoduje s Dolní čtvrtí původního vévodství a lze ho rozdělit do 3 historických regionů – Veluwe, Betuwe a Achterhoek.

## Fotogalerie

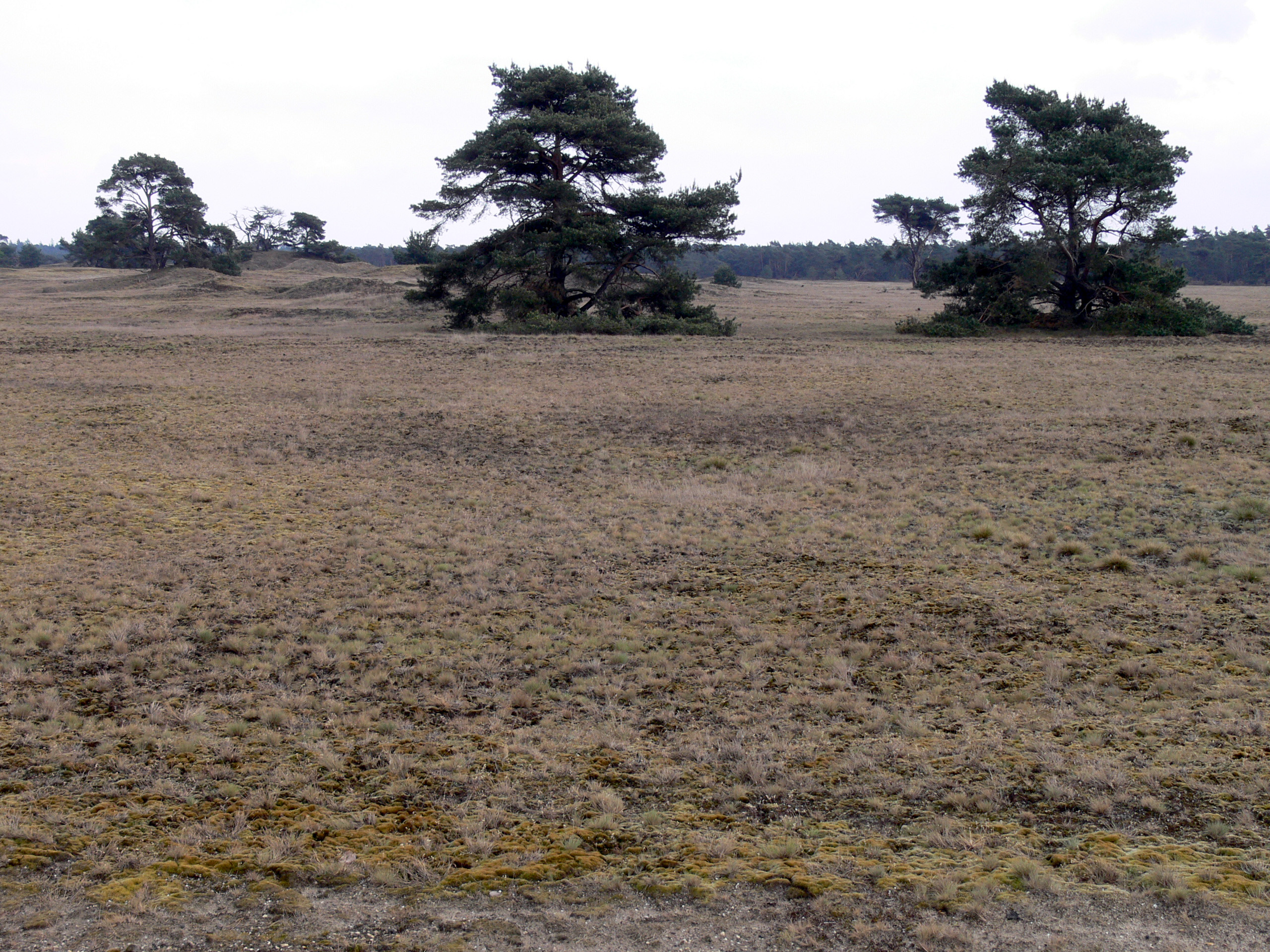
národní park De Hoge Veluwe
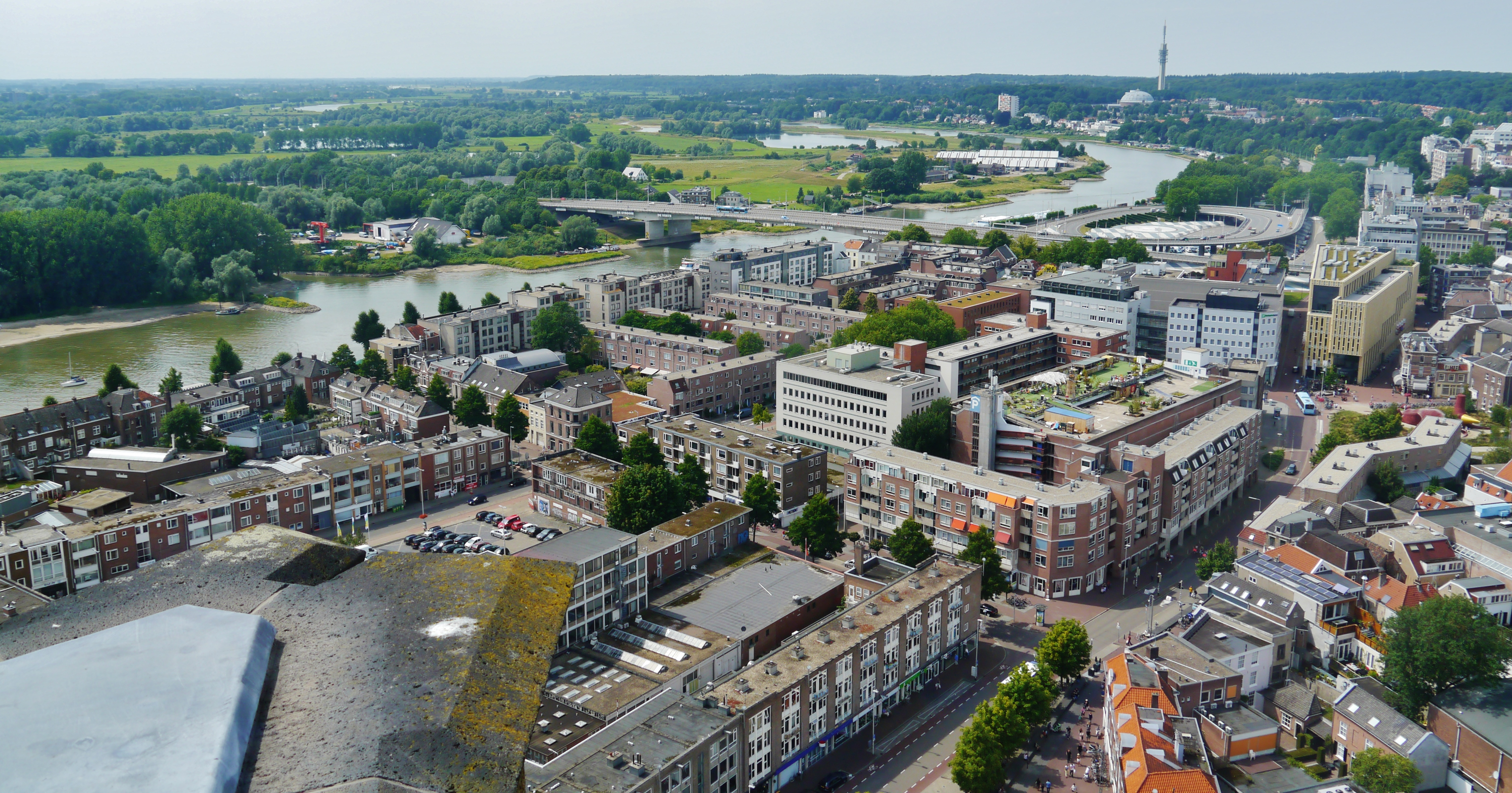
město Arnhem